# 밤브랙
밤브랙(아일랜드어: bairín breac 바린브락)은 효모가 들어가는 빵이다. 짧게 말해서 브랙이라고도 불리며, 보통 빵 속에 건포도를 넣는다.

## 같이 보기
- 빵 목록